# بازپرسی به پایان رسید، فراموش کنید

پاتریتسیا آدیوتوری در صحنه‌های معروفی از فیلم که در آن، از وی به‌عنوان یک طعمه (پرستو) در زندان استفاده می‌شود.

بازپرسی به پایان رسید، فراموش کنید (ایتالیایی: L'istruttoria è chiusa: dimentichi) یک فیلم جنایی درام به کارگردانی دامیانو دامیانی است که در سال ۱۹۷۱ منتشر شد. این فیلم برپایهٔ رمانی از «لروس پیتونی» ساخته شد و برندهٔ لوحهٔ بز بالدار برای بهترین کارگردانی در نخستین جشنوارهٔ جهانی فیلم تهران (۱۳۵۱) گردید.

## گزیدهٔ بازیگران
- فرانکو نرو
- ژرژ ویلسون
- جان استاینر
- ریکاردو کوچولا
- پاتریتسیا آدیوتوری
- رناتا زامینگو
- توری فرو
- انتسو آندرونیکو
- دامیانو دامیانی
- رناتا زامینگو